# Oaspeți de seară
Oaspeți de seară este un film românesc din 1976 regizat de Gheorghe Turcu. Rolurile principale au fost interpretate de actorii Ion Caramitru, Traian Stănescu, Tricy Abramovici.

## Distribuție
Distribuția filmului este alcătuită din:
- Alexandru Lungu — Învățătorul
- Ileana Popovici — Viorica
- Paul Misail
- Adrian Drăgușin
- Constantin Sasu — Vizante
- Emanoil Petruț — Generalul
- Haralambie Boroș
- Paula Chiuaru — Marta
- Traian Stănescu — Vrancea
- Mircea Cosma
- Ștefan Radof — Gorun
- Anatol Spînu
- Mircea Veroiu — Maiorul Weber
- Ion Colomieț
- Ovidiu Iuliu Moldovan — Vasile
- Carol Corfanta
- Tricy Abramovici — Stana
- Ion Caramitru — Jianu
- Marta Balint — Mioara

## Primire
Filmul a fost vizionat de 2.232.064 de spectatori în cinematografele din România, după cum atestă o situație a numărului de spectatori înregistrat de filmele românești de la data premierei și până la data de 31 decembrie 2014 alcătuită de Centrul Național al Cinematografiei.